# Edge Hill
Edge Hill é uma cidade localizada no estado americano de Geórgia, no Condado de Glascock.

## Demografia
Segundo o censo americano de 2000, a sua população era de 30 habitantes.
Em 2006, foi estimada uma população de 32, um aumento de 2 (6.7%).

## Geografia
De acordo com o United States Census Bureau tem uma área de
0,5 km², dos quais 0,5 km² cobertos por terra e 0,0 km² cobertos por água.

## Localidades na vizinhança
O diagrama seguinte representa as localidades num raio de 24 km ao redor de Edge Hill.